# Pentax série Q

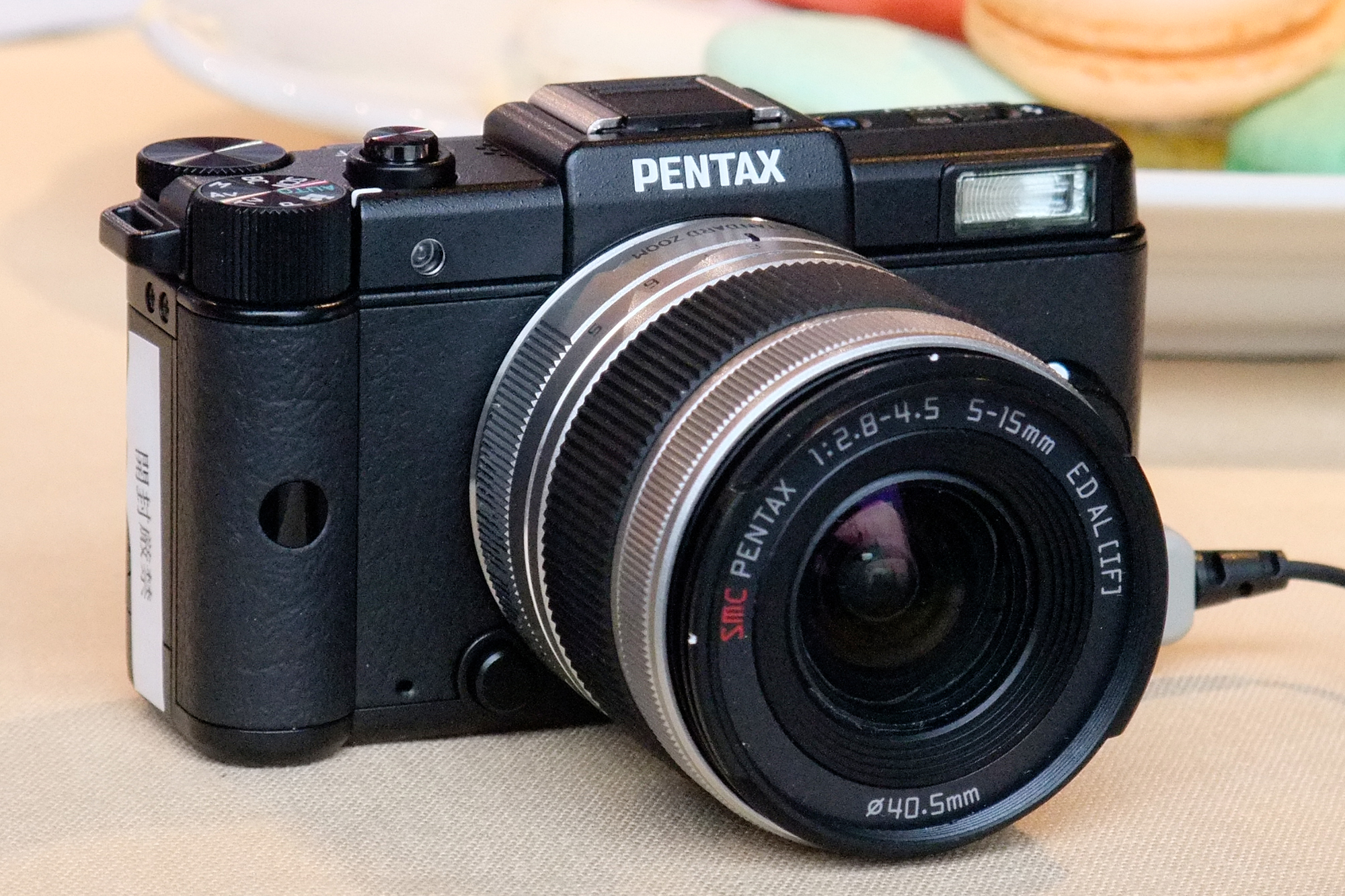
Pentax Q 01n2000

La série Pentax Q est une série d'appareils photo hybrides (à objectifs interchangeables) fabriqués par Pentax et introduits en 2011 avec le modèle initial Pentax Q (en). En septembre 2012, c'était l'appareil photo numérique à objectif interchangeable le plus petit et le plus léger au monde. Les premiers modèles utilisaient un capteur d'image CMOS rétroéclairé de 1/2,3" (6,17 x 4,55 mm). Le Q7, introduit en juin 2013, utilise un capteur plus grand de type 1/1,7" (7,44 x 5,58 mm). Le système Q a été abandonné en janvier 2020.

## Caractéristiques
Les capteurs Pentax Q et Q10 ont un facteur de recadrage (en) de 5,53 ×, tandis que les Pentax Q7 et Q-s1 ont un facteur de recadrage de 4,65×. Le capteur Pentax Q d'origine possède 12,4 mégapixels avec un pas de pixel de 1,52 μm. Tous les appareils photo du système Pentax Q ont un très faible tirage mécanique de 9,2 mm. Avec un facteur de recadrage de 5,53 ×, un objectif adapté de 100 mm a un champ de vue équivalent à celui d’un téléobjectif de 553 mm plein format 35 mm. Une implication supplémentaire de ces facteurs de recadrage relativement importants est que la profondeur de champ est proportionnellement augmentée par rapport aux systèmes plein format à la même distance focale et à la même ouverture équivalentes ; cela donne aux appareils photo du système Pentax Q un net avantage lorsqu'il est important de capturer autant que possible avec une mise au point acceptable.
Les appareils photo du système Pentax Q n’ont pas d’obturateur mécanique ou de filtre à densité neutre dans le boîtier. Pour cette raison, certains objectifs et adaptateurs sont dotés d’un obturateur à lame mécanique intégré et/ou d’un filtre ND intégré.
Le faible tirage mécanique de la série Pentax Q permet aux objectifs de nombreux fabricants de s'y adapter, notamment les Olympus OM, Canon FD, Minolta SR, M42 à vis, M39 Leica, monture C, monture D, Pentax K et Pentax 6×7. Un adaptateur Pentax avec obturateur synchronisé pour les objectifs Pentax à monture K a été lancé en octobre 2012.
L'appareil photo est équipé de la technologie de stabilisation d'image par déplacement du capteur « SR » pour améliorer la qualité de l'image lors de l'utilisation de l'appareil photo sans trépied. Il fonctionne avec tous les objectifs natifs et adaptés. Le Pentax Q dispose également d'un mode « contrôle du flou » pour fournir un effet de mise au point pseudo peu profond si nécessaire.

## Modèles

### Pentax Q
Le modèle initial a été annoncé en juin 2011.

### Pentax Q10
Annoncé en septembre 2012, le Q10 a un boîtier légèrement redessiné et un capteur d'image amélioré. La plupart des caractéristiques et spécifications sont inchangées.

### Pentax Q7
Le Q7 a été annoncé en juin 2013 et possède un capteur plus grand de 1/1,7". Il est disponible dans une large gamme de couleurs.

### Pentax Q-S1
Le Q-S1 a été annoncé le 4 août 2014. Il a un capteur 1/1,7". En plus des caractéristiques du Q-7, il conserve l'autofocus en mode vidéo (avec les objectifs 01, 02 et 08).

## Objectifs
Huit objectifs ont été conçus pour le système Pentax Q (AF = Auto Focus, MF = Manual Focus) :
| Objectif                     | Type                    | Distance focale     | Equiv. 35 mm (Q, Q10)                             | Équiv. 35 mm (Q7, Q-S1)                           | Ouverture max       | Ouverture min       | Obturateur | Diamètre du filtre  | Année |
| ---------------------------- | ----------------------- | ------------------- | ------------------------------------------------- | ------------------------------------------------- | ------------------- | ------------------- | ---------- | ------------------- | ----- |
| 01 Fixe standard             | AF/MF, focale fixe      | 8.5 mm              | 47 mm                                             | 39 mm                                             | 1.9                 | 8                   | oui        | 40,5 mm             | 2011  |
| 02 Zoom standard             | AF/MF, focale variable  | 5–15 mm             | 27.5–83 mm                                        | 23–69 mm                                          | 2.8-4.5             | 8                   | oui        | 40,5 mm             | 2011  |
| 03 Fisheye                   | MF, focale fixe         | 3.2 mm              | 17.5 mm                                           | 16.5 mm                                           | 5.6                 | 5.6                 | non        | n/a                 | 2011  |
| 04 Grand angle "jouet"       | MF, focale fixe         | 6.3 mm              | 35 mm                                             | 33 mm                                             | 7.1                 | 7.1                 | non        | n/a                 | 2011  |
| 05 Télé "jouet"              | MF, focale fixe         | 18 mm               | 100 mm                                            | 94 mm                                             | 8                   | 8                   | non        | n/a                 | 2011  |
| 06 Zoom télé                 | AF/MF, focale variable  | 15–45 mm            | 83–249 mm                                         | 69–207 mm                                         | 2.8                 | 8.0                 | oui        | 40,5 mm             | 2012  |
| 07 Mount Shield Lens         | Focus fixe, focale fixe | 11.5 mm             | 63.5 mm                                           | 53 mm                                             | 9                   | 9                   | non        | n/a                 | 2013  |
| 08 Zoom grand-angle          | AF/MF, focale variable  | 3.8-5.9 mm          | 21–32.5 mm                                        | 17.5–27 mm                                        | 3.7 - 4             | 7.1 - 8             | oui        | 49,0 mm             | 2013  |
| Adapteur Q pour la monture K | n/a (1)                 | Voir ci-dessous (2) | Environ 5,6 fois la longueur focale de l'objectif | Environ 4,5 fois la longueur focale de l'objectif | Voir ci-dessous (3) | Voir ci-dessous (4) | oui        | Voir ci-dessous (2) | 2012  |

Notes : (1) Tout objectif installé sur l'adaptateur fonctionnera en MF uniquement. Le fait qu'il s'agisse d'une focale fixe ou variable dépend des caractéristiques optiques de l'objectif.
(2) Bien que l'adaptateur en lui-même ne puisse avoir une longueur focale ou un diamètre de filtre, la longueur focale/diamètre de filtre de la combinaison adaptateur/objectif dépendra de l'objectif fixé.
(3) L'ouverture maximale dépend de l'ouverture de l'objectif pour la plupart des objectifs. Cependant, pour les objectifs à grande ouverture, puisque l'adaptateur contrôle l'ouverture, l'ouverture effective peut augmenter ou diminuer.
(4) L'ouverture minimale dépend de l'adaptateur.